# Bentong
Bentong (en malayo: Bentong) es una localidad de Malasia, en el estado de Pahang.
Se encuentra a 94 m sobre el nivel del mar. 

## Demografía
Según estimación 2010 contaba con 54160 habitantes.